# Události třicetileté války
Události třicetileté války
- Data jsou uváděna podle gregoriánského kalendáře, který byl používán v katolických zemích, především ve Svaté říši římské, ale podle jiných zdrojů je možné, nalézt datování podle staršího juliánského kalendáře, z toho důvodu, že protestantské země, například Dánsko, mimo kompetenci papeže reformu kalendáře ještě nepodstoupily.

## Předcházející události
- 11. května – 15. května 1608 – byla založena Protestantská unie
- 10. července 1609 – byla založena Katolická liga
- 17. října 1610 – korunovace Ludvíka XIII. francouzským králem.
- 6. ledna 1612 – Axel Oxenstierna se stal švédským říšským kancléřem
- 29. června 1617 – korunovace Ferdinanda II. za českého krále
- 12. října/22. října 1617 – korunovace Gustava II. Adolfa švédským králem

## Česko-falcká válka (1618–1625)

### 1618
- 23. května 1618 – druhá pražská defenestrace
- 1. července 1618 – korunovace Ferdinanda II. na uherského krále v kostele sv. Martina v Prešpurku
- 20. července 1618 – zatčení kardinála Melchiora Khlesla
- 9. listopadu 1618 – bitva u Lomnice (Jižní Čechy). České oddíly porazily císařské vojsko pod vedením hraběte Karla Bonaventura z Buquoy

### 1619
- 20. března 1619 – smrt císaře Matyáše ve Vídni
- 30. dubna 1619 – Albrecht z Valdštejna přešel na stranu Ferdinanda II.
- 29. května 1619 – dobytí Laa an der Thaya českými oddíly, které vedl Jindřich Matyáš Thurn
- 6. června 1619 – české vojsko pod vedením Jindřicha Matyáše Thurna se dostalo k Vídni
- 10. června 1619 – bitva u Záblatí porážka českého vojska (vedeného Petrem Ernstem z Mansfeldu) od císařského vojska (vedeného Karlem z Buquoy)
- 19. srpna 1619 – české stavy sesadily Ferdinanda II.
- 20. srpna 1619 – sedmihradský kníže Bethlen Gábor uzavřel alianci s českými stavy
- 25. srpna 1619 – volba Bethlen Gábora uherským králem
- 26. srpna 1619 – českým králem byl zvolen kurfiřt Fridrich Falcký
- 28. srpna 1619 – volba Ferdinanda II. císařem Svaté říše římské
- 9. září 1619 – korunovace Ferdinanda II. císařem Svaté říše římské.
- 8. října 1619 – mnichovská smlouva.
- 14. října 1619 – bitva a zabrání Prešpurku, porážka císařských oddílů pod vedením Rudolfa z Tiefenbachu od Bethlena Gábora
- 24. října – 26. října 1619 – Karel z Buquoy ubránil Vídeň proti českému vojsku, které vedl Jindřich Matyáš Thurn
- 4. listopadu 1619 – korunovace Friedricha Falckého českým králem
- 26. listopadu 1619 – Jindřich Matyáš Thurn znovu oblehl Vídeň

### 1620
- 6. června 1620 – Ferdinand II. pověřil Maxmiliána I. Bavorského správou Čech.
- 12. července 1620 – Císařská vojska pod vedením Karla z Buquoy porazily v blízkosti Vídně česko-falcké vojsko pod vedením Jindřicha Matyáše Thurna
- 31. července 1620 – Ulmerská smlouva. Pod vedením francouzských zprostředkovatelů byla sjednána neutralita mezi Ligou a Unií
- 23. září 1620 – Maxmilián I. Bavorský dobyl Cham (Horní Falcko)
- 8. listopadu 1620 – bitva na Bílé hoře, ve které císařsko-ligistická armáda pod vedením generálů Buquoye a Tillyho porazila česko-falcké vojsko pod vedením Kristiána Anhaltského
- 9. listopadu 1620 – Fridrich Falcký uprchl z Prahy
- prosince 1620 – zabrání Karlštejna pod vedením Karla z Buquoy

### 1621
- 22. ledna 1621 – nad Fridrichem Falckým byla vyhlášena císařská klatba
- 7. května 1621 – zabrání Prešpurku pod vedením Karla z Buquoy
- 21. června 1621 – Poprava 27 českých povstalců v Praze
- 16. července 1621 – Tilly zvítězil u Waidhausenu (Horní Falc)
- 15. září - 25. září 1621 – dobytí Rigy švédskými oddíly
- 5. října 1621 – bitva u Trnavy, porážka císařských oddílů pod vedením R. z Tiefenbach od Bethlena Gábora
- 2. prosince 1621 – Kristián Brunšvický dobyl Amöneburg
- 20. prosince 1621 – bitva u Kirdorfu

### 1622
- 2. ledna 1622 – Kristián Brunšvický dobyl Lippstadt
- 6. ledna 1622 – Bethlen Gábor uzavřel s Ferdinandem II. mikulovský mír,
- 21. ledna 1622 – Kristián Brunšvický dobyl Soest
- 3. února 1622 – Ambrogio Marchese di Spinola dobyl v čele španělské armády Jülich
- 27. dubna 1622 – v bitvě u Wieslochu (u Mingolsheim) porazil Mansfeld bavorská vojska pod vedením Tillyho.
- 6. května 1622 – v bitvě u Wimpfenu porazil Tilly markraběte Bádenského (Georg Fridrich Bádenský)
- 20. června 1622 – bitva u Höchsut, zde Tilly porazil zbytek falckého vojska
- 29. srpna 1622 – bitva u Fleurusu – Petr Ernst z Mansfeldu porazil španělské vojsko vedené Cordobou
- 19. září 1622 – Tilly obsadil Heidelberg
- 2. listopadu 1622 – Tilly obsadil Mannheim

### 1623
- 23. února – 25. února 1623 – Ferdinand II. zbavil Fridricha Falckého kurfiřtských práv a udělil je Maxmiliánu I. Bavorskému
- 6. července 1623 – bitva u Reiffenhausen v blízkosti Göttingenu. Mezi vítěznými falcko-protestantskými oddíly pod vedením Kristiána Brunšvického a poraženým císařským vojskem, kterému velel Franz Albert Sasko-Lauenburský
- 6. srpna 1623 – bitva u Stadtlohnu Tilly porazil protestantské vojsko vedené Kristiánem Brunšvický
- 6. srpna 1623 – volba papeže Urbana VIII.

### 1624
- 13. srpna 1624 – Richelieu předsedá královské radě.

## Dánsko-dolnosaská válka (1625–1630)

### 1625
- 20. března 1625 – volba Kristiána IV. Dánského do čela Dolního Saska
- 5. června 1625 – Španělé dobyli Bredu
- 25. července 1625 – císař Ferdinand II. jmenoval Albrechta z Valdštejna vrchním velitelem císařských.
- 21. září 1625 – bitva u Benátek, v které císařské vojsko pod vedením Pappenheima porazilo Francouze.

### 1626
- 7. ledna – 17. ledna 1626 – Švédové pod vedením Gustava II. Adolfa porazili polské vojsko u Wallhofu
- 25. dubna 1626 – bitva na Desavském mostě, v které císařské vojsko Albrechta z Valdštejna porazilo protestanty pod vedením Mansfelda
- 21. května 1626 – porážka Adama z Herberstorffu
- 6. června 1626 – Kristián Brunšvický zemřel u Wolfenbüttelu
- 8. června 1626 – Tilly dobyl Dány obsazený Hannover
- 21. července 1626 – úspěšná obrana pod vedením Adama hraběte z Herberstorffu u Linzu
- 27. srpna 1626 – bitva u Lutteru mezi vítěznou ligou (pod vedením Tillyho) a poraženými protestanty vedenými dánským králem Kristiánem IV.
- 9. listopadu – 12. listopadu 1626 – Pappenheim porazil hornorakouské rolníky u Eferdingu a Vöcklabrucku
- 20. prosince 1626 – bratislavský mír mezi císařem Ferdinandem II. a Bethlenem Gáborem
- 24. prosince 1626 – Gustav Horn a Jacob De La Gardie porazili Polsko u Wendenu

### 1627
- 25. ledna 1627 – návrat karidnála Klesla do Vídně
- léto 1627 – Wolf Heinrich z Baudissin zachránil u Koschau dánskou jízdu před zničením Albrechtem z Valdštejna
- 24. září 1627 – porážka Dánů v bitvě u Heiligenhafen u Baltského moře (Holštýnsko).
- 18. prosince 1627 – Pappenheim dobyl Wolfenbüttel

### 1628
- 1. února 1628 – císař Ferdinand II. podrobil přísaze všechny poddané v Meklenbursku proti Adolfu Fridrichovi a Johannu Albrechtovi
- 22. února 1628 – dědičné přenesení kurfiřtské hodnosti na Maxmiliána Bavorského
- 7. července 1628 – začátek jedenácti týdenního marného obléhání Stralsas, které vedl Albrecht z Valdštejna.
- 22. srpna 1628 – bitva u Wolgastu. Císařské oddíly pod vedením Albrechta z Valdštejna a Rudolfa z Tiefenbachu porazili dánské vojsko vedené Kristiánem IV.

### 1629
- 18. ledna 1629 – Švédský říšský sněm souhlasí se zapojením do války proti císaři Ferdinandu II
- 6. března 1629 – restituční edikt císaře Ferdinanda II.
- 5. června 1629 – lübecký mír mezi císařem Ferdinand II. a dánským králem Kristiánem IV.
- 17. června – 27. června 1629 – bitva u Stuhmu. Vítězství císařských (polských) oddílů pod vedením Jana Jiřího z Arnimu nad Švédy, které vedl Gustav II. Adolf
- 28. června 1629 – mír z Alais s Hugenotty
- 19. srpna 1629 – Friedrich Heinrich dobyl Wesel
- 16. září - 26. září 1629 – příměří ze Staré marky

### 1630
- 3. června 1630 – začátek kurfiřtského sněmu v Řezně

## Švédská válka (1630–1635)

### 1630
- 26. června – 6. července 1630 – Švédi vedeni Gustavem II. Adolfem přistáli u Peenemunde na ostrově Usedom
- 18. července 1630 – císařské oddíly pod vedením Jana hraběte z Aldrigenu a Collalta dobyli Mantuu
- 10. července – 20. července 1630 - obsazení Štětína Švédy
- 13. srpna 1630 – císař Ferdinand II. propustil Albrechta z Valdštejna z funkce císařského vrchního velitele
- 6. září 1630 – Albrechtu z Valdštejna přijímá v Memmingenu propouštěcí list

### 1631
- 13. – 23. ledna 1631 – smlouva u Bärwalde (u Kustrin). Francie se spojila se Švédskem proti císaři
- 26. února 1631 – zahájení lipského konventu
- 6. dubna 1631 – smlouva z Cherasca (Piemont). císař Ferdinand II. se zřekl Mantui a Monferratu zavázal se, že vyklidí sporná území
- 21. dubna 1631 – protestantské říšské stavy se postavili proti říšské moci
- 3. – 13. dubna 1631 – začátek obléhání Frankfurtu na Odře pod vedením Gustava II. Adolfa, císařská posádka pod vedením Raimunda Montecuccoliho se nakonec donucena kapitulovat
- 20. května 1631 – Tilly dobyl Magdeburk, který obléhal od března 1631, město bylo úplně zničeno. Padlo zde asi 20 000 lidí, nejvíce civilistů.
- 28. července 1631 – císařské vojsko vedené Jindřichem Holk narazilo u Walmirstedt na velký odpor Švédů.
- 7. srpna 1631 – bitva u Werbenu (západní Havelberg). Mezi císařem pod vedením Tilly a vítěznými Švédy vedenými Gustavem II. Adolfem
- 7. září 1631 – porážka císařských oddílů pod vedením dona Baltasara z Marradasu od Švédů pod vedením Jana Jiřího z Arnimu
- 14. září 1631 – Tilly získal Pleissenberg u Lipska
- 7. září – 17. září 1631 - bitva u Breitenfeldu (severní z Lipsko). Mezi vojskem ligy pod vedením Tilly a vítězným Švédskem a Saskem pod vedením Gustava II. Adolfa.
- 15. listopadu 1631 – dobytí Prahy saskými oddíly pod vedením Jana Jiřího z Arnimu
- 7. prosince 1631 – Jan Jiří z Arnimu porazil u Nimburku císařské vojsko pod vedením Rudolfa z Tiefenbachu
- 15. prosince 1631 – Albrecht z Valdštejna se opět stal císařským vrchním velitelem
- 7. prosince – 17. prosince 1631 – Gustav II. Adolf táhl se svou armádou k Frankfurtu nad Rýnem, který 22. prosince dobyl

### 1632
- 14. ledna 1632 – Pappenheim osvobodil Magdeburk od Švédů vedených Johanem Banérem
- 9. března 1632 – vítězství Tillyho nad Švédy, které vedl Gustav Horn u Bamberku
- 9. dubna 1632 – Francouzi obsadili pevnost Ehrenbreitstein u Koblenz
- 5. dubna – 15. dubna 1632 – bitva u Rain na Lechu. Mezi císařem pod vedením Tilly a vítězným Švédskem pod vedením Gustava II. Adolfa. (Tilly byl těžce zraněn a 30. dubna zemřel)
- 14. května 1632 – bitva u Landshut, Johann z Werthu porazil Švédsko
- 17. května 1632 – Švédi pod vedením Lennarta Torstensona dobyli Mnichov
- 25. května 1632 – Albrecht z Valdštejna obsazuje Prahu
- 27. července 1632 – arcivévoda Leopold úspěšně brání pevnost v Tyrolsku proti Švédům vedených Bernardem
- 17. srpna 1632 – Pappenheim podlehl Nizozemcům u Maastrichtu
- 20. srpna 1632 – obsazení Trevíru francouzskými oddíly
- 23. srpna 1632 – Nizozemci dobyli Španěly obsazený Maastricht
- 3. září 1632 – bitva u Altdorfu (východně od Norimberku). Mezi císařskými vojsky pod vedením Albrechta z Valdštejna a Švédy vedenými Gustavem II. Adolf (první porážka Švédů)
- 16. – 16. listopadu 1632 – bitva u Lützenu (jižně od Lipska). Mezi císařem pod vedením Albrechta z Valdštejna a Švédů pod vedením Gustava II. Adolfa, který v této bitvě padl.
- 29. listopadu 1632 – zemřel Fridrich Falcký
- 21. prosince 1632 – Švédsko pod vedením Wolfa Heinricha z Baudišína obsadilo Kolín nad Rýnem, ale kvůli tuhé obraně již druhý den odtáhlo.

### 1633
- 14. března 1633 – Švédi oblehli pod vedením Jiřího Brunšvického oblehli Hamelns (dobytí 13. července)
- 8. dubna 1633 – Hesensko pod vedením Melandera dobylo Paderborn
- 28. června 1633 – bitva u Hessisch-Oldendorf – vítězství Švédska pod vedením Jiřího Brunšvického nad císařem
- 15. srpna 1633 – kurfiřt Ferdinand učinil kardinálu Richelieu tajnou nabídku,
- 12. září 1633 – Švédsko pod vedením Knyphausen dobylo Osnabrück
- 11. října 1633 – bitva u Steiny na Odře, mezi vítězným císařským vojskem pod vedením Albrechta z Valdštejna a Švédy vedenými Jindřichem Matyášem Thurnem
- 16. listopadu 1633 – Švédsko pod vedením Bernarda Sasko-Výmarského dobylo Řezno

### 1634
- 24. ledna 1634 – 1. odpisový patent Ferdinanda II. Albrechtu z Valdštejna a jmenování Matyáše Gallase novým císařským vrchním velitelem
- 20. února 1634 – 2. odpisový patent Albrechtu z Valdštejna (2. Plzeňský úpis)
- 25. února 1634 – zavraždění Albrechta z Valdštejna v Chebu
- 22. dubna 1634 porážka Hesenska pod vedením Melandera u Herfordu
- 13. května 1634 – Sasko pod vedením Jana Jiřího z Arnimu přemohlo císaře pod vedením Colloreda u Liegnitzu
- 3. června 1634 dobytí Philippsburgu, který drželi Švédi
- 14. června 1634 – Johann z Werth oblehl Aichach (severovýchodně od Augsburgu)
- 22. července 1634 – bitva a obléhání Landshut císařská obrana pod vedením Aldringena, neudržela švédský útok Bernarda Sasko-Výmarského
- 26. července 1634 – Řezno opět císařské
- 29. srpna 1634 – Franz z Mercy dobyl po několikaměsíčním obléhání Rheinfelden, Švédům velel Bernard Sasko-Výmarský
- 5. – 6. září 1634 – bitva u Nördlingen mezi vítěznými císařskými oddíly pod vedením pozdějšího císaře Ferdinand III. a Matyášem Gallasem a poraženými protestanty vedenými Bernardem Sasko-Výmarským
- 21. září 1634 – Johann z Werthu porazil u Calw Otto Ludwig Rheingraf Salm-Kyrburg Morchingen

### 1635
- 24. ledna 1635 – znovudobytí Philippsburgu císařskými oddíly
- 28. února 1635 – příměří mezi císařem a Saskem u Laun
- 26. března 1635 – dobytí Trevíru z francouzského držení španělskými oddíly. Zajetí kurfiřta z Trevíru, Filipa Christoph ze Söternu
- 30. dubna 1635 – smlouva z Compiégne (Francie) zajišťuje podporu německým protestantům
- 19. května 1635 – útok Francie na Španělsko
- 30. května 1635 – Pražský mír

## Švédsko-francouzská válka (1635–1648)

### 1635
- 4. července 1635 – Piccolomini nutí Francii a Nizozemsko ke kapitulaci obléhání Löwens
- 4. září 1635 – Johann z Werth se zbavuje Heidelbergu a posléze i Špýru
- 18. září 1635 – válka Francie a císaře Ferdinanda II.
- 24. září 1635 – císařské vojsko pod vedením Matyáše Gallase osvobodil ze švédského obsazení Schorndorf (východní Stuttgart).
- říjen 1635 - těžká porážka saského kurfiřta pod vedením Wolfa Heinricha z Baudišína u Dömitzu v Mecklenburgu

### 1636
- 11. ledna 1636 – bitva u Haselünne
- 14. července 1636 – Bernard z Sasko-Výmarský osvobozuje Zabern (Alsasko)
- 14. srpna 1636 – španělské a bavorské oddíly pod vedením kardinála Ferdinanda a Johanna z Werthu obsadily francouzskou pevnost Corbie
- 4. října 1636 – bitva u Wittstocku (severozápadně od Braniborska) mezi Saskem a Braniborskem pod vedením kurfiřta Jana Jiřího Saského vítězným Švédskem pod vedením Johana Banéra
- 22. prosince 1636 – volba a korunovace Ferdinanda III. římským císařem v Řezně

### 1637
- 15. února 1637 – smrt císaře Ferdinanda II. ve Vídni a nástup císaře Ferdinanda III.
- 26. června 1637 – Johann z Werth nutí Francouze opustit pevnost Ehrenbreitstein (Koblenz)
- 10. října 1637 – Breda se po šestiměsíčním obléhání vzdala knížeti Fridrichu Heinrichu z Nassau-Orannžska
- 22. října 1637 – Johann z Werth a Federigo di Savelli porazili u Breisachu Švédsko pod vedením Bernarda Sasko-Výmarského

### 1638
- 3. března 1638 – bitva u Rheinfelden (jižní Breisgau) mezi vítěznými protestanty pod vedením Bernarda ze Sasko-Výmaru a císařem pod vedením Johanna z Werthu.
- 12. dubna 1638 – Předání Freiburgu v Breisgau Bernardu Sasko-Výmarskému
- 17. října 1638 – Císařská vojska vedená Meliforem z Hatzfeldt porazila u Vlotho Ruprechta Falckého
- 17. prosince 1638 – Kapitulace císařské posádky v Breisachu pod vedením Franze z Mercy do rukou Bernarda Sasko-Výmarského

### 1639
- 14. dubna 1639 – bitva u Chemnitzu, vítězství Švédů, které vedl Johan Banér nad císařem pod vedením Matyáše Gallase
- 7. června 1639 – bitva u Diedenhofenu císař pod vedením Octavia Piccolominiho porazil Francouze, které vedl Feuquiere
- 21. října 1639 – Vítězství Nizozemců nad Španěly

### 1640
- 17. září 1640 – Turenne dobyl Turín
- 1. prosince 1640 – zemřel kurfiřt Georg Wilhelm Braniborský

### 1641
- 27. března 1641 – Franz z Mercy zaútočil na švédský zadní voj u Neuenburgu vor dem Walde
- 6. července 1641 – Vítězství Španělů nad Francouzi u Sedanu
- 21. prosince 1641 – Předběžné smlouvy z Hamburku určí Münster a Osnabrück za místo kongresu

### 1642
- 17. ledna 1642 – bitva u Kempen Francouzi pod vedením Viléma Lamboye porazili císařské vojsko
- 12. května – 17. června 1642 – Neúspěšné obléhání Lerida (Katalánsko)
- 7. října 1642 – bitva u Lerida, Španělé pod vedením Leganez porazili Francouze vedené Lamothem-Houdancourtem
- 23. října 1642 – Druhá bitva u Breitenfeldu mezi císařským vojskem pod vedením vévody Leopolda Viléma spolu s Piccolominim a vítěznými Švédy vedenými Lennartem Torstensonem
- 4. prosince 1642 – zemřel kardinál Richelieu

### 1643
- 14. května 1643 – smrt Ludvíka XIII.
- 18. května 1643 – Mazarin prvním ministrem Francie
- 18. května – 19. května 1643 – bitva u Rocroi (Ardennen), Francouzi pod vedením Ludvík II. zničil španělské vojsko.
- 24. listopadu 1643 – bitva u Tuttlingen. Mezi vítězným císařským vojskem, které vedl Franc z Mercy a Francouzi pod vedením Rantzau

### 1644
- 11. května 1644 – Franc z Mercy dobyl Überlingen
- 1. července 1644 – námořní bitva u Kolberger Heide, král Kristián IV. je zraněn
- 4. – 5. srpna 1644 – bitva u Freiburg/Breisgau, mezi Francií pod vedením Turenne s Ludvíkem II. a Bavorskem, které vedl Franc z Mercy.
- 13. října 1644 – námořní bitva u Femernu, Švédi pod vedením Carla Gustava Wrangela porazili Dány
- 4. prosince 1644 – Zahájení mírového kongresu v Münsteru

### 1645
- leden 1645 Švédská invaze do Rakouska vedená Lennartem Torstensonem byla zastavena před Vídní
- 6. března 1645 – bitva u Jankova (jihovýchodně od Prahy). Švédsko vedené Lennartem Torstensonem porazilo císařské vojsko, kterému velel Johann hrabě z Görz a Johann z Werth
- 3. květen - 23. srpen 1645 – Lennart Torstenson marně obléhá Brno, jehož obraně velí Louis Raduit de Souches - viz obléhání Brna (1645).
- 5. května 1645 – bitva u Mergentheimu, mezi císařem (velel Franz z Mercy a Johann z Werth) a Francouzi pod vedením Turenne. Bitva skončila drtivou porážkou Francie, třetina jejího vojska byla zajata.
- 3. srpna 1645 – bitva u Alerheim (u Nördlingen). Mezi císařským a Bavorským vojskem pod vedením Franc z Mercy (v této bitvě padl) a Johann z Werth a vítěznými Francouzi vedených Turennem.
- 23. srpna 1645 – mír z Brömsebro. Dánsko musí udělat ústupky, švédský protiúder
- 6. září 1645 – Švédsko a Sasko pod příměří v Kötzschenbroda u Drážďan
- 3. října 1645 – bitva u Philippsburg (u Karlsruhe). Vítězství císaře pod vedením Leopolda Wilhelma nad Francouzi vedených Turennem
- 16. prosince 1645 – Linzerský mír mezi císařem Ferdinandem III. a Jiřím II. Rákoczim, knížetem Sedmihradským

### 1646
- 19. června 1646 – Dohoda kurfiřtů z Trier. Philipp Christoph ze Sötern předal Philippsburg Francii k trvalému užívání
- 11. října 1646 – Francie dobyla Dünkirchen

### 1647
- 14. března 1647 – Příměří z Ulm mezi Francií a Bavorskem
- 18. července 1647 – přepadení Chebské pevnosti císařskou posádkou

### 1648
- 28. února 1648 – zemřel dánský král Kristián IV.
- 17. května 1648 – bitva u Zusmarshausen (západní Augsburg). V této bitvě třicetileté války porazili Francouzi a Švédi pod vedením Turenne a Wrangela císařské vojsko pod vedením Petera Melandera a Montecuccoliho
- 26. července 1648 – obléhání Prahy švédskými vojsky
- 20. srpna 1648 – bitva u Lens (severozápad Francie). Mezi císařem pod vedením arcivévody Leopold Wilhelma a vítěznými Francouzi.
- 4. října 1648 – bitva u Dachau. Vítězství císaře pod vedením Johanna z Werthu nad Francií a Švédskem
- 24. října 1648 – podepsání vestfálského míru